# Journal Violone 9
Journal Violone 9 ist ein Musikalbum von Barre Phillips. Die am 8. und 9. März 2001 in den Studios La Buissonne, Pernes-les-Fontaines, entstandenen Aufnahmen erschienen 2001 auf dem Label Émouvance.

## Hintergrund
Im November 1968 nahm Bassist Barre Phillips in London sein erstes Solo-Bassalbum Journal Violone auf. Es wurde als Klassiker der erweiterten Techniken und der freien Improvisation auf diesem speziellen Instrument gefeiert. Phillips erinnerte an den Titel mit seiner nachfolgenden Gruppenaufnahme Journal Violone II (ECM, 1980). Journal Violone 9 enthält acht Stücke, eine Reihe von Studioimprovisationen, die im März 2000 an zwei Tagen aufgenommen wurden.

## Titelliste
- Barre Phillips: Journal Violone 9 (Émouvance – EMV 1015)[2]

1. Time, Our Time	17:13
2. Via One	5:23
3. Borning	3:42
4. Dear Doctor	5:53
5. Windwalk	10:19
6. J. B.’s Present	2:53
7. Nellie’s Fire	2:58
8. Row Bear	3:51

Die Kompositionen stammen von Barre Phillips.

## Rezeption
François Couture verlieh dem Album in Allmusic drei (von fünf) Sternen und schrieb, seit der Veröffentlichung von Journal Violone (1968) hätten sich die Dinge geändert; erweiterte Techniken hätten sich verbreitet – Bataillone junger Bassisten würden sie in der Avantgarde-Musik nutzen. Auch wenn Phillips sein Spiel seither nicht wesentlich neu erfunden habe, so zeige er dennoch immer noch das Feuer in sich. Den Beweis dafür liefere Journal Violone 9. Das 17-minütige „Time, Our Time“ zeige eine schöne Darstellung der Dynamik, bei der nur Pizzicato-Spiel zum Einsatz komme. „Dear Doctor“ würde einige leidenschaftliche Bogenschläge enthalten und „Windwalk“ sich sehr eindrucksvoll entwickeln, besonders wenn Phillips in eine ultra-ruhige Passage eintauche. Phillips sei einer der ersten Bassisten seiner Generation, der sich komplett vom Jazz verabschiedet habe. Auf diesem Album behaupte er sich und nutze alle möglichen Mittel, um seinem Instrument Klang zu entlocken, ohne dabei lyrisch, tonal oder jazzig zu werden (mit einer Ausnahme: „Row Bear“). Dennoch habe er bessere Ergebnisse erzielt (etwa Camouflage), aber Journal Violone 9 sei immer noch eine würdige Ergänzung seiner Diskografie.